# Port lotniczy Woja
Port lotniczy Woja (IATA: WJA) – port lotniczy zlokalizowany na atolu Ailinglapalap (Wyspy Marshalla).